# 이재전
이재전(李在田, 1927년 4월 29일 ~ 2004년 6월 12일)은 대한민국의 군인 이고 국영기업인 겸 사회운동가이며 예비역 대한민국 육군 중장 출신이다.

## 생애

### 생애 초기
본관(관향)은 수안(遂安)이며 아호(雅號)는 강촌(江村)이고 충청남도 천안 출생이다.

### 학력
- 1946년 충청남도 논산 강경고등상업학교 졸업
- 1949년 대한민국 육군사관학교 8기 졸업
- 1951년 대한민국 육군보병학교 졸업
- 1958년 단국대학교 영어영문학과 학사
- 1959년 미국 육군참모대학교 졸업
- 1964년 미국 국방산업대학교 졸업

#### 비학위 수료
- 1978년 서울대학교 행정대학원 행정정책과정 수료

### 주요 경력
- 1969년 육군 제7사단 사단장(당시 육군 소장).
- 1970년 육군 한미 연합 야전군 제1군단 부군단장.
- 1974년 합동참모본부 전략기획국 국장.
- 1975년 합동참모본부 전략기획국 국장 재직시 육군 중장 진급.
- 1975년 육군 제6군단 군단장.
- 1978년 합동참모본부 본부장.
- 1978년 대통령 경호실 차장.
- 1979년 육군 중장 예편.
- 1983년 대한성업공사(成業公社) 사장.
- 1989년 대한성업공사 사장 직위 퇴임.
- 1991년 한자교육진흥회 회장.
- 1994년 7월 1일 ~ 전쟁기념사업회 회장
- 2001년 한자교육진흥회 회장 퇴임.

## 가족 관계
- 배우자 : 유정화

## 이재전을 연기한 배우

### TV 드라마
- 김호영 - 《제4공화국》 - MBC 드라마 (1995년)
- 김인수 - 《코리안게이트》 - SBS 드라마 (1995년)

- 송귀현 - 《제5공화국》 - MBC 드라마 (2005년)